# Jonathan Safran Foer
 Jonathan Safran Foer  (Washington, 21 de Fevereiro de 1977) é um escritor americano, conhecido pelos seus romances Tudo Se Ilumina (Everything Is Illuminated, 2002) e Extremamente Alto e Incrivelmente Perto (Extremely Loud and Incredibly Close, 2005). Em 2009, publicou a sua primeira obra de não ficção, intitulada Comer Animais (Eating Animals, 2009).

## Carreira
Jonathan Safran Foer nasceu em Washington, DC, filho de Albert Foer, um advogado, e Esther Safran Foer, presidente de uma empresa de relações públicas.
Foer graduou-se em Princeton, em 1999, com uma licenciatura em Filosofia e viajou para a Ucrânia para expandir sua tese.  Em 2001, editou a antologia A Convergence of Birds: Original Fiction and Poetry Inspired by the Work of Joseph Cornell, para a qual contribuiu com o conto "If the Aging Magician Should Begin to Believe."  Sua tese de Princeton tornou-se o romance Everything Is Illuminated, que foi publicado pela Houghton Mifflin em 2002 .  O livro valeu-lhe um National Jewish Book Award e um Guardian First Book Award . Em 2005, Liev Schreiber escreveu e dirigiu uma adaptação cinematográfica do romance, estrelado por Elijah Wood.
O segundo romance de Foer, Extremamente alto e incrivelmente perto, foi publicado em 2005.  No romance, Foer usa 11/09 como pano de fundo para a história de Oskar Schell, que aprende a lidar com a morte de seu pai no World Trade Center. Os direitos de filmagem do livro foram adquiridos pela Warner Bros e pela Paramount para um filme a ser produzido por Scott Rudin, e a ser realizado por Stephen Daldry, realizador de O Leitor (The Reader). Em 2005, Foer escreveu o libreto para uma ópera intitulada Seven Attempted Escapes From Silence, que estreou na Ópera Estatal de Berlim em 14 de Setembro de 2005.

## Obras
- Everything Is Illuminated (2002). Edição portuguesa: Está Tudo Iluminado, Temas e Debates, ISBN 9789727595778. Edição brasileira: Tudo se Ilumina, Rocco, ISBN 8532519296
- Extremely Loud and Incredibly Close  (2005). Edição portuguesa: Extremamente Alto e Incrivelmente Perto, Editor: Livros Quetzal, ISBN 9789725646847. Edição brasileira: Extremamente Alto & Incrivelmente Perto, Rocco, ISBN 8532520561
- Eating Animals (2009). Edição portuguesa: Comer Animais, Editor: Bertrand, ISBN 9789722522373. Edição brasileira: Comer Animais, Rocco, ISBN 9788532526052
- Tree of Codes (2010). Editor: Visual Editions, ISBN 978-0-9565692-1-9.
- New American Haggadah (2012). Editor: Little Brown, ISBN 978-0-316-06986-1
- Here I Am (2016). Edição brasileira: Aqui Estou, Rocco, ISBN 978-85-325-3057-8

- We Are the Weather: Saving the Planet Begins at Breakfast (2020). Edição brasileira: Nós Somos o Clima: Salvar o planeta começa no café da manhã, Rocco, ISBN 9788532531711